# J.D. Forrest
Justin D. Forrest, född 15 april 1981 i Auburn, New York, är en amerikansk professionell ishockeyspelare som sedan 2011 spelar för Malmö Redhawks i Allsvenskan.
Forrest valdes av Carolina Hurricanes i sjätte rundan i 2000 års NHL-draft som 181:e spelare totalt. Han har tidigare spelat i SM-liiga för SaiPa, Ässät, Kärpät och Jokerit.

## Spelarkarriär
- Boston College Eagles 2000–2004
- SaiPa 2004–05
- Ässät 2005–06
- Florida Everblades 2007–08
- Albany River Rats 2007–08
- Worcester Sharks 2007–08
- Kärpät 2008–2010
- Kloten Flyers 2009–10
- Jokerit 2010–11
- Malmö Redhawks 2011–